# Banca Mediolanum
Banca Mediolanum S.p.A. è una banca diretta che offre servizi bancari, di investimento, assicurativi e del credito. È una banca italiana con sede legale a Basiglio, in zona Milano 3.
È la capogruppo del Gruppo Bancario Mediolanum, che controlla le società prodotto nei tre settori del business: bancario, assicurativo e del risparmio gestito. 
È una società quotata nell'indice FTSE MIB della Borsa Italiana.

## Storia
- 1997: Programma Italia Investimenti SIM p.A. Società di Intermediazione Mobiliare, nata nel 1991, diventa Banca Mediolanum S.p.A., segnando l'ingresso del Gruppo Mediolanum, le cui origini risalgono al 1982 con la fondazione dell'allora Programma Italia S.p.A., all'interno del settore bancario.
- 1999: Banca Mediolanum lancia la "banca on line", offrendo ai suoi clienti, oltre all'operatività dei canali tecnologici e la consulenza, anche servizi di trading. Il lancio viene promosso anche attraverso una campagna pubblicitaria su tv e stampa, che vede Ennio Doris, presidente della banca, come testimonial. Con l'acquisizione del Gruppo Bancario Fibanc, Banca Mediolanum approda in Spagna.
- 2003: Banca Mediolanum sponsorizza per la prima volta la classifica scalatori all'86º Giro d'Italia di ciclismo; l'iniziativa è proseguita anche nelle edizioni successive del Giro.[2]
- 2006: viene introdotta la denominazione "Family Banker" per i consulenti finanziari del gruppo. La nuova qualifica sostituisce la precedente di "consulenti globali".
- 2015: A seguito della fusione per incorporazione di Mediolanum S.p.A., Banca Mediolanum diventa la capogruppo del Gruppo Mediolanum, sostituendo quindi l'incorporata nelle quotazioni nell'indice FTSE MIB della Borsa Italiana.

## Il Gruppo Mediolanum

### Storia
Le origini del Gruppo Mediolanum risalgono al 1982 quando venne fondato Programma Italia S.p.A. che nel 1993 diventa Mediolanum S.p.A. e nel 1998 si quota alla Borsa di Milano.
- Nel 1997 viene costituita Mediolanum International Funds con sede a Dublino.
- Nel 1999 Mediolanum acquisisce il 2% di Mediobanca e con essa, successivamente, costituisce Banca Esperia, una joint venture per l'offerta dei servizi di private banking, ceduta a Mediobanca nel 2017.
- Nel 2001 viene acquisita Gamax Holding AG
- Nel 2002 nasce la Fondazione Mediolanum con l'obiettivo di seguire, realizzare e sviluppare le principali attività in ambito sociale del gruppo, con un prevalente interesse all'aiuto e al sostegno all'infanzia in condizioni di disagio[3] 
Procede anche l'espansione a livello europeo con l'acquisizione, nello stesso anno, di Bankhaus August Lenz & Co AG in Germania.
- Nel 2008: Ennio Doris e il Gruppo Fininvest, soci di riferimento del Gruppo Mediolanum, si fanno carico di tutelare i clienti coinvolti nella vicenda Lehman Brothers intervenendo a favore dei circa 10 000 clienti coinvolti nel crac della banca americana senza gravare sugli azionisti di minoranza.[4][5]
- Nel 2009 viene inaugurata la Mediolanum Corporate University[6] e Mediolanum diventa il nuovo sponsor ufficiale del Forum di Assago, che per motivi di sponsorizzazione diventa Mediolanum Forum[7]
- Nel 2017: a causa delle tensioni tra Spagna e Catalogna sull'indipendentismo della regione, la controllata spagnola Banco Mediolanum sposta la sua sede legale da Barcellona a Valencia.
- Il 21 settembre 2021 Ennio Doris lascia la presidenza del gruppo, rimanendo presidente onorario. Muore il 24 novembre dello stesso anno.

### Struttura del gruppo
Banca Mediolanum è la capogruppo del Gruppo Bancario Mediolanum (presente in Italia, Spagna, Germania, Irlanda, Lussemburgo).
Il fondatore Ennio Doris è stato il presidente fino al 21 settembre 2021, mentre suo figlio Massimo Antonio Doris è l'attuale Amministratore Delegato.
È una banca multicanale che opera attraverso una rete commerciale composta da circa 4.300 consulenti finanziari nei settori del:
- Banking con Mediolanum Fiduciaria, società fiduciaria operante in Italia, che ha per oggetto l'esclusivo esercizio della amministrazione, mediante intestazione, di beni mobili per conto terzi e di tutte le funzioni che costituiscono attività propria di società fiduciaria e dalle aziende bancarie estere[13], che replicano il modello di business di Banca Mediolanum (Banco Mediolanum S.A. con sede in Spagna a Valencia[14] e Bankhaus August Lenz Co. AG con sede in Germania a Monaco di Baviera[15])
- Asset management con società prodotto specializzate nella progettazione e gestione di servizi relativi quali: Mediolanum Gestione Fondi SGR S.p.A. in Italia, Mediolanum International Funds Ltd in Irlanda, Gamax Management AG in Lussemburgo, Mediolanum Gestiòn S.G.I.I.C. S.A. in Spagna
- Insurance con società prodotto specializzate nella progettazione e gestione di servizi del settore assicurativo costituite da: Mediolanum Vita S.p.A. e Mediolanum Assicurazioni S.p.A. in Italia e Mediolanum International Life Designated Activity Company[16] in Irlanda.

Il gruppo al 2021 ha anche una partecipazione del 3,4% in Mediobanca ed il controllo totale di Mediolanum Comunicazione.
All'interno del Gruppo Mediolanum sono presenti anche la Mediolanum Corporate University S.p.A. che gestisce, mantiene e sviluppa tutte le attività e le competenze in ambito formativo per il gruppo e la Fondazione Mediolanum Onlus che sostiene Dynamo Camp per aiutare i bambini malati.

## Azionariato
L'azionariato comunicato alla Consob in data 08/06/23 è il seguente (con integrazioni provenienti dal Patto parasociale "Famiglia Doris" del 28/03/23):
- Famiglia Doris (patto parasociale del 28/03/23)[20]: 40,350%
  - Massimo Doris (direttamente e attraverso Snow Peak Srl): 2,021%
  - Annalisa Doris (tramite Fiveflowers Srl): 2,029%
  - Lina Tombolato: 6,844% (in aggiunta all'usufrutto senza voto sul 3,113% e con voto sul 3,113%)
    - T-Invest Srl: 6,844% (piena proprietà)
    - Lina Tombolato (direttamente): usufrutto senza voto sul 3,113% e con voto sul 3,113% (entrambi su azioni di Finprog Italia Spa)

  - Lina Srl (di Massimo e Annalisa Doris): 3,171%
  - Finprog Italia Spa (di Lina Tombolato e fratelli Doris): 26,285% (con 3,113% dei diritti di voto e 6,226% dei diritti economici in usufrutto a Lina Tombolato)
- Fininvest SpA (famiglia Berlusconi): 30,124%